# Джеси Джей
Джесика Елън Корниш (на английски: Jessica Ellen Cornish), по-известна като Джеси Джей (на английски: Jessie J), е английска певица и авторка на текстове. В началото на 2011 година издава своя дебютен музикален албум – Who you are.
Става известна с написването на няколко песни за Крис Браун и Майли Сайръс, сред които Party in the U.S.A.. На 7 януари 2011 Джеси Джей застава начело на списъка на BBC Sound of 2011, както и наградата „Избор на критиците“ на BRIT Awards.
Певицата реализира първия си сингъл, „Do It Like a Dude“, който достига 2 място в Обединеното Кралство. Следващият ѝ сингъл, „Price Tag“ става №1 директно в Обединеното кралство, Ирландия и Нова Зеландия, и влиза в топ 10 в 19 други държави. Дебютният албум на Джеси Джей е представен на 25 февруари 2011 и достига до втора позиция в UK Albums Chart.
Третият сингъл на британската изпълнителка, Nobody's perfect е пуснат на 12 април 2011 и достига 22 място в Ирландия. Клипът към песента е заснет в Национален филмов център „Бояна“, като повечето от статистите в него са българи.
На 29 юни 2013 г. се провежда първият концерт на британската изпълнителка в България като част от първото издание на Symphonics’ Concerts.
През септември 2013 г. Джеси Джей издава своя втори албум – Alive (на български: Жив) който включва в себе си 13 музикални изпълнения, два от които са хитовите сингли „Wild“ и „It's My Party“.

## Сексуалност
По отношение на това дали е бисексуална, Джеси Джей заявява в радиошоуто In Demand на 3 март 2011 г.: „Никога не съм го отричала. Била съм и с момчета, и с момичета.“. Софи Уилкинсън от „Гардиън“ казва, че сексуалността на Джеси Джей е била особено важна за младите момичета, несигурни за своята сексуалност и идентичност, в смисъл, че е нормално човек да е бисексуален. През април 2014 г. Джеси Джей отрича бисексуалността си в интервю за „Дейли Мирър“: „За мен това беше фаза, но не казвам, че бисексуалността е фаза за всеки“.

## Дискография
Дискография на Джеси Джей

### Студийни албуми
- Who You Are (2011)
- Alive (2013)
- Sweet Talker (2014)
- R.O.S.E. (2018)
- This Christmas Day (2018)

### Сингли
- Do It Like a Dude (2010)
- Price Tag (2011)
- Nobody's Perfect (2011)
- Who`s Laughing Now (2011)
- Who You Are (2011)
- Domino (2011)
- LaserLight (2012)
- Silver Lining (Crazy 'Bout You) (2012)
- Wild (2013)
- It's My Party (2013)
- Thunder (2013)
- Bang Bang (2014)
- Burnin' Up (2014)
- Masterpiece (2015)
- Flashlight (2015)
- Real Deal (2017)
- Think About That (2017)
- Not My Ex (2017)
- Queen (2017)
- Love Will Save the World (2018)

## Видеоклипове
| Видеоклип                       | Премиера | Албум                   |
| ------------------------------- | -------- | ----------------------- |
| Do It Like a Dude               | 2010     | Who You Are             |
| Price Tag                       | 2011     | Who You Are             |
| Nobody's Perfect                | 2011     | Who You Are             |
| Who's Laughing Now              | 2011     | Who You Are             |
| Domino                          | 2011     | Who You Are             |
| Who You Are                     | 2011     | Who You Are             |
| Laserlight                      | 2012     | Who You Are             |
| Silver Lining (Crazy 'Bout You) | 2012     | Silver Linings Playbook |
| Wild                            | 2013     | Alive                   |
| It's My Party                   | 2013     | Alive                   |
| Thunder                         | 2013     | Alive                   |
| Bang Bang                       | 2014     | Sweet Talker            |
| Burnin' Up                      | 2014     | Sweet Talker            |
| Masterpiece                     | 2014     | Sweet Talker            |
| Flashlight                      | 2015     | Pitch Perfect 2         |

## Турнета
- Heartbeat Tour (2011 – 12)
- Alive Tour (2013)
- Sweet Talker Tour (2015)
- R.O.S.E Tour (2017 – 18)